# Des Geneys (1928)
Des Geneys – włoski okręt podwodny z okresu międzywojennego i II wojny światowej, jedna z czterech jednostek typu Pisani. Okręt wypierał 880 ton w położeniu nawodnym i 1058 ton pod wodą, a jego główną bronią było dziewięć torped kalibru 533 mm wystrzeliwanych z sześciu wewnętrznych wyrzutni. Jednostka rozwijała na powierzchni prędkość 15 węzłów, osiągając zasięg 4230 Mm przy prędkości 9,3 węzła.
Okręt został zwodowany 14 listopada 1928 roku w stoczni Cantiere Navale Triestino w Monfalcone, a w skład Regia Marina wszedł 31 października 1929 roku. Nazwę otrzymał na cześć admirała Giorgia des Geneysa – dowódcy floty Królestwa Sardynii z przełomu XVIII i XIX wieku. Pełnił służbę na Morzu Śródziemnym, biorąc udział m.in. w wojnie domowej w Hiszpanii i kampanii śródziemnomorskiej. Jednostka została wycofana z czynnej służby 28 maja 1942 roku, po czym służyła jako stacja ładowania akumulatorów dla okrętów podwodnych. 9 września 1943 roku „Des Geneys” został samozatopiony w Fiume. Okręt został złomowany w 1946 roku.

## Projekt i budowa
Po I wojnie światowej marynarka Włoch dostrzegła potrzebę budowy pełnomorskich okrętów podwodnych o dużym zasięgu, mogących działać przeciw Marine nationale czy Royal Navy. W ramach przyjętego przez Włochy programu zbrojeniowego z lat 1923–1924 przewidziano budowę m.in. okrętów podwodnych typów Balilla, Mameli i Pisani. Jednostki typu Pisani zaprojektowano w czerwcu 1924 roku. Przyjęto konstrukcję jednokadłubową, z powiększonymi w stosunku do typu Mameli zbiornikami paliwa. Zainstalowanie zewnętrznych siodłowych zbiorników balastowych jednak zmniejszyło osiąganą prędkość maksymalną (z projektowanych 17,3 węzła na powierzchni do 15 węzłów i podwodną z 8,8 do 8,2 węzła) .
Okręt „Des Geneys” zbudowany został w stoczni Cantiere Navale Triestino w Monfalcone (numer stoczniowy 153) jako trzecia z czterech jednostek typu Pisani . Stępkę jednostki położono 1 lutego 1926 roku, a zwodowana została 14 listopada 1928 roku. Nazwę otrzymał na cześć dowódcy floty Królestwa Sardynii z przełomu XVIII i XIX wieku, Giorgia des Geneysa  . Dewizą jednostki była maksyma Nec aspera terrent (pol. nawet przeciwności nie odstraszają) .

## Dane taktyczno-techniczne

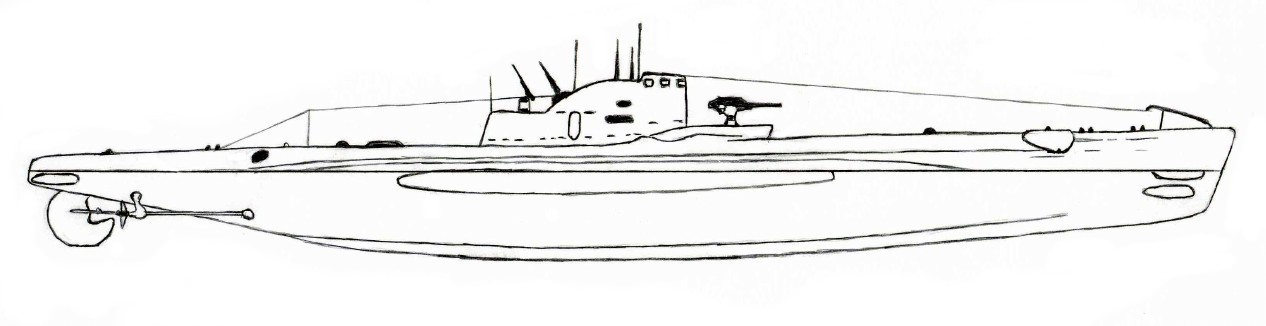
Rzut boczny okrętu typu Pisani

„Des Geneys” był średniej wielkości oceanicznym okrętem podwodnym o konstrukcji jednokadłubowej . Długość całkowita wynosiła 68,2 metra, szerokość – 6,09 metra, a zanurzenie – 4,93 metra. Wyporność normalna w położeniu nawodnym wynosiła 880 ton, a w zanurzeniu 1058 ton. Okręt napędzany był na powierzchni przez dwa silniki wysokoprężne Tosi o łącznej mocy 3000 KM. Napęd podwodny zapewniały dwa silniki elektryczne CGE o łącznej mocy 1100 KM. Dwuśrubowy układ napędowy pozwalał osiągnąć prędkość 15 węzłów na powierzchni i 8,2 węzła w zanurzeniu. Zasięg wynosił 4230 Mm przy prędkości 9,3 węzła w położeniu nawodnym (lub 1600 Mm przy prędkości 17,1 węzła) oraz 70 Mm przy prędkości 4 węzłów w zanurzeniu (lub 7 Mm przy prędkości 8,2 węzła). Zbiorniki paliwa mieściły 70 ton oleju napędowego . Dopuszczalna głębokość zanurzenia wynosiła 100 metrów .
Okręt wyposażony był w sześć stałych wyrzutni torped kalibru 533 mm: cztery na dziobie i dwie na rufie, z łącznym zapasem dziewięciu torped . Uzbrojenie artyleryjskie stanowiło zainstalowane na podeście przed kioskiem pojedyncze działo pokładowe kalibru 102 mm Schneider–Armstrong 1914-15 L/35 z zapasem 168 naboi  . Masa działa z zamkiem wynosiła 1,22 tony (całego stanowiska 5 ton), kąt podniesienia lufy wynosił od -5° do 45°, masa naboju 13,74 kg, prędkość początkowa pocisku 750 m/s, donośność 11 700 metrów przy maksymalnym kącie podniesienia, a szybkostrzelność 7 strz./min. Broń przeciwlotniczą stanowiły umieszczone na kiosku dwa pojedyncze wielkokalibrowe karabiny maszynowe Breda M1931 kalibru 13,2 mm L/76 z zapasem 3000 naboi  . Masa karabinu wynosiła 47,5 kg, kąt podniesienia lufy wynosił od -10° do 80°, masa naboju 0,125 kg, prędkość początkowa pocisku 790 m/s, donośność maksymalna 6000 metrów (skuteczna 2000 metrów), a szybkostrzelność 500 strz./min. Jednostka wyposażona też była w hydrofony .
Załoga okrętu składała się z 4–5 oficerów oraz 44 podoficerów i marynarzy.

## Służba
„Des Geneys” został wcielony do służby w Regia Marina 31 października 1929 roku. Okręt rozpoczął służbę na Morzu Śródziemnym, wchodząc w skład 5 eskadry (wł. Squadriglia) okrętów podwodnych średniego zasięgu Flotylli stacjonującej w Neapolu (wraz z siostrzanymi „Vettor Pisani”, „Marcantonio Colonna” i „Giovanni Bausan”) . We wrześniu 1930 roku cała eskadra odbyła długi rejs po Morzu Śródziemnym, odwiedzając porty w Grecji i docierając do Dodekanezu .
W 1935 roku 5 eskadra okrętów podwodnych średniego zasięgu, w której służyły jednostki typu Pisani, została przeniesiona do La Spezia, wchodząc w skład 1. Flotylli (wł. Gruppo) okrętów podwodnych . W 1936 roku okręty typu Pisani przebazowano na Leros, gdzie utworzyły 2 eskadrę 6. Flotylli okrętów podwodnych . Podczas wojny domowej w Hiszpanii „Des Geneys”, „Vettor Pisani” i „Marcantonio Colonna” odbyły misje specjalne trwające łącznie 41 dni. W 1938 roku okręty typu Pisani przebazowano do Mesyny, gdzie weszły w skład 31 eskadry 3. Flotylli okrętów podwodnych .
10 czerwca 1940 roku, w momencie ataku Włoch na Francję, okręt nadal znajdował się w składzie 31 eskadry okrętów podwodnych 3. Flotylli w Mesynie (wraz z siostrzanymi „Vettor Pisani”, „Marcantonio Colonna” i „Giovanni Bausan”) . Dowództwo jednostki sprawował kmdr ppor. (wł. capitano di corvetta) Antonio Cuzzaniti . W drugiej połowie lipca „Des Geneys” oraz „Naiade”, „Balilla” i „Dessiè” operowały na południe od Krety. Kolejny rejs bojowy okręt przeprowadził od 17 sierpnia do 4 września 1940 roku, także patrolując wody u wybrzeży Krety. Podczas tej misji, 3 września 1940 roku przechwycił brytyjską formację Floty Śródziemnomorskiej, ale mimo podjętych wysiłków nie był w stanie nawiązać kontaktu z jednostkami wroga  . We wrześniu ze względu na zużycie „Des Geneys”, „Vettor Pisani” i „Giovanni Bausan” zostały przeniesione do Szkoły Okrętów Podwodnych w Poli. Od 21 września 1940 roku do 28 maja 1942 roku przeprowadził 139 rejsów szkoleniowych  . 16 stycznia 1942 roku, wracając z ćwiczeń, zderzył się w Poli podczas manewru cumowania z torpedowcem „Rosolino Pilo” .
28 maja 1942 roku ze względu na zużycie okręt został rozbrojony i wycofany z czynnej służby . Od początku wojny do tej daty „Des Geneys” przeprowadził kilka rejsów operacyjnych oraz trzy przejścia między portami krajowymi, pokonując łącznie 3055 mil na powierzchni i 268 mil w zanurzeniu . Następnie jednostka służyła jako stacja ładowania akumulatorów dla okrętów podwodnych  .
9 września 1943 roku, po ogłoszeniu kapitulacji Włoch, „Des Geneys” został samozatopiony w Fiume  . Okręt został skreślony z listy floty i przekazany do złomowania 18 października 1946 roku  .